# Торслов, Сара
Сара Фредрика Торслов (до замужества — Стрёмстедт) (швед. Sara Fredrika Torsslow; 11 июля 1795, Стокгольм — 18 июля 1859, Стокгольм) — выдающаяся шведская трагедийная актриса Королевского драматического театра в Стокгольме.

## Биография
Дочь торговца пряностями. С 1807 училась в театральной школе драматического искусства под руководством Марии Франк — одной из самых больших звёзд шведской сцены в первом десятилетии XIX века. В 1811 году — актриса столичного Королевского драматического театра. К 1820 году стала одной из самых знаменитых членов театрального коллектива.
Обладала красотой и большим талантом, эмоциональной и страстной силой, сильным и глубоким контральто.
Амплуа — трагикомическая актриса. С большим успехом играла леди Макбет в пьесе «Макбет» Шекспира и Лукрецию Борджиа в одноименной пьесе В. Гюго. Также часто выступала как травести.
В 1830 году вышла замуж и играла в труппе своего мужа, известного актера Улофа Ульрика Торслова (1801—1881).
В 1834 году после забастовки, спровоцированной реформами в театре, покинула Королевский драматический театр. Вместе с ней стены театра оставили многие популярные актёры, которые бросили вызов монополии Королевского театра в Стокгольме, создав новый шведский театр.